# هستور

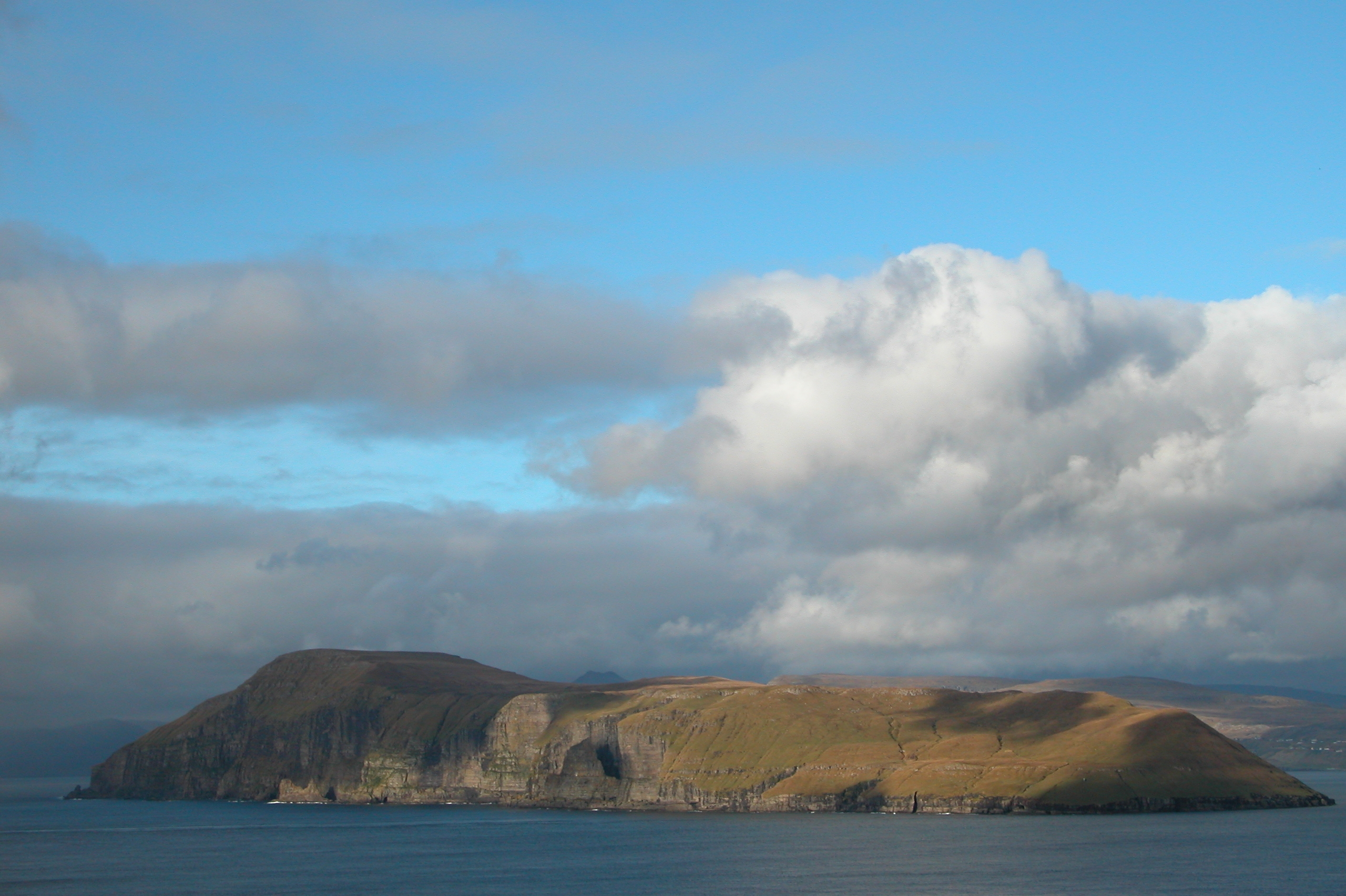
الساحل الغربي لهستور

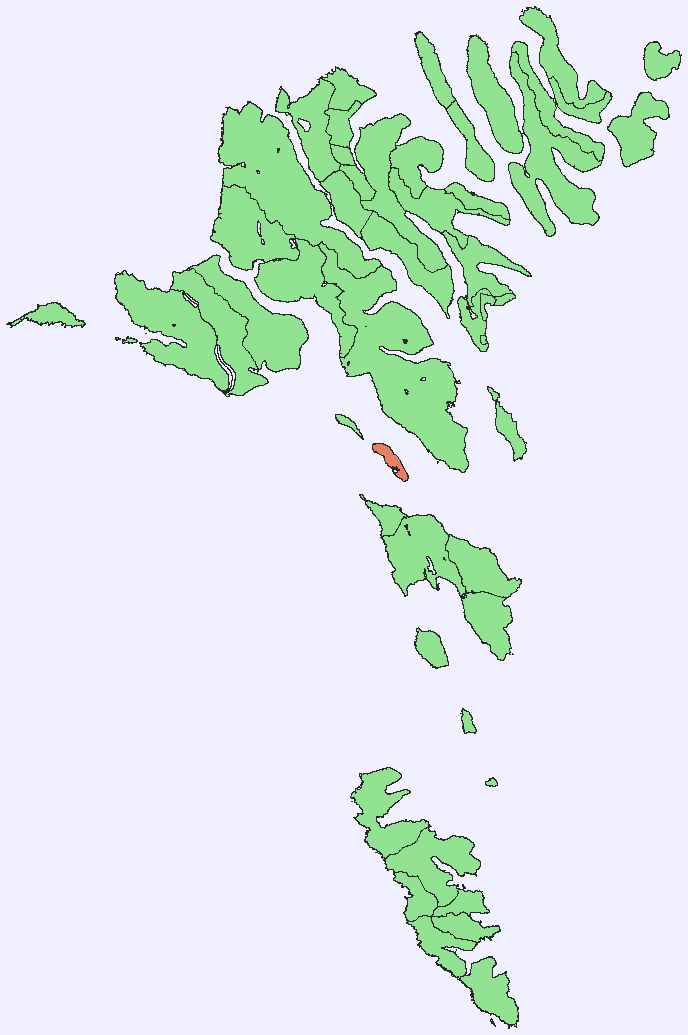
موقعها ضمن جزر فارو

هستور هي جزيرة تقع في وسط جزر فارو وتحدها من الغرب ستريموي، ومن جنوب كلتر. واسم هستور يعني حصان بلغة جزر فارو تقع مستعمرة الغلموت في الساحل الغربي. يوجد في الجهة الشمالية عدد من المستنقعات، وأربع بحيرات صغيرة وتُعد بحيرة فاقرادالسفيتن أكبرها ويوجد في هيلتور أقصى الجنوب من هستور منارة كما يوجد في الجزيرة مستعمرة واحدة، وقرية تسمى هستور أيضا تقع في الساحل الشرقي وتتمتع هستور بإطلالة علي قاملاريت وفالباستاور في ستريموي.

## جزيرة هستور
| الدولة           | الدنمارك                           |
| الدولة التأسيسية | جزر فارو                           |
| المنطقة          |                                    |
| اعلى إرتفاع      | 421 متر                            |
| عدد السكان       | 2007                               |
| المجموع          | 34                                 |
| طبقة إجتماعية    | 13                                 |
| الكثافة          | (5.6 / متر مربع ) ، (14/ ميل مربع) |
| الخط الزمني      | غرينيتش                            |
| توقيت صيفي       | EST (UTC+1)                        |
| رمز الإتصال      | 298                                |

## قرية هستور

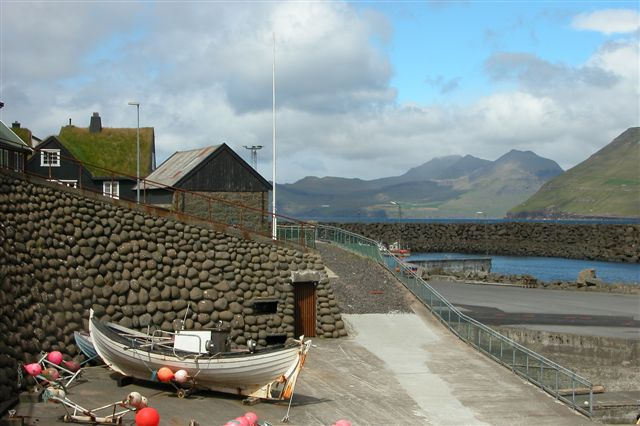
قرية هستور

الإحداثيات 61_57_27_N_6_53_13_W
| الدولة           | الدنمارك |
| الدولة التأسيسية | جزر فارو |
| الجزيرة          | فارو     |
| البلدية          | تورفاشن  |
| الخط الزمني      | غرينيتش  |
| توقيت صيفي       |          |
| الرمز البريدي    | fo 280   |

## التاريخ
تسببت حادثة صيد للأسماك بموت ثلث رجال هستور في عام 1919 وفي محاولة لمحاربة هجرة السكان تم بناء حوض سباحة في الجزيرة عام 1974 يمكن للمرء التخييم في الجزء الجنوبي من الجزيرة عند ضفة بحيرة فاقوالدالستيتن الرمز البريدي لهستور fo 280 و أصبحت الجزيرة جزء من بلدية نورشافن في الأول من جانيوري من العام 2005 .

## منطقة مهمة للطيور
و قد عينت جمعية الطيور العالمية ساحل الجزيرة كمنطقة مهمة للطيور، بسبب أهميته كموقع خصب لطيور البحر وخاصة البفن الأطلسي ( 25,000 زوج ) ، طائر النوء الأوروبي (5000 زوج ) و الغملوت الاسود ايضآ .

## المعرض

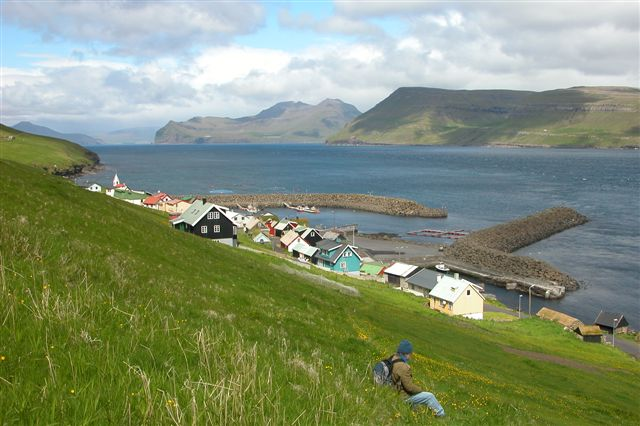
هستور

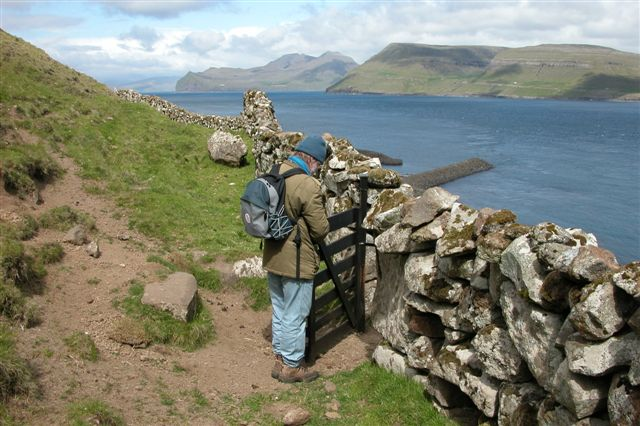
هستور

## الجبال
| الاسم      | الإرتفاع |
| ---------- | -------- |
| مولن       | 421 متر  |
| اقجاروك    | 421 متر  |
| ناكيور     | 296 متر  |
| الفارتكيور | 125 متر  |

## وصلات خارجية
خريطة لجزر فارو
الموقع الرسمي لجزر فارو الموقع الألكتروني الرسمي لجزر فارو
موقع الكتروني شخصي